# Basilica paleocristiana di San Vigilio

La basilica sorgeva all'esterno delle mura della Tridentum romana

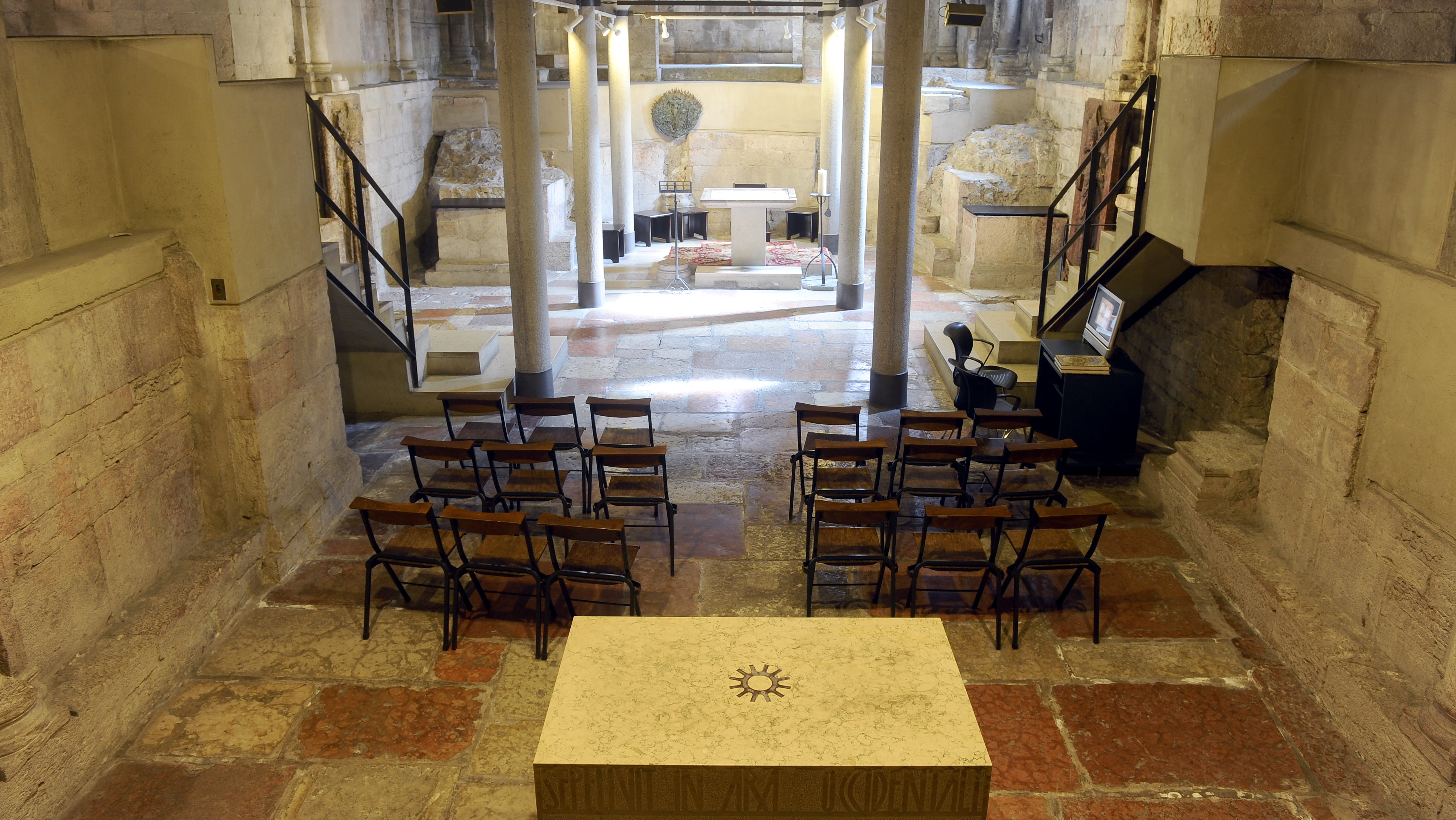
La cripta

La basilica paleocristiana di San Vigilio è un antico luogo di culto cristiano eretto verso la fine del IV secolo, situato oggi alla profondità di circa tre metri sotto alla navata centrale della cattedrale di San Vigilio di Trento. La sua custodia della basilica è affidata al Museo Diocesano Tridentino ed è accessibile tramite una scala all'angolo del transetto settentrionale. 

## Storia
L'edificio, eretto all'esterno della cinta muraria della città romana di Tridentum, fu utilizzato come basilica cimiteriale per la sepoltura di tre santi missionari: il diacono Sisinio, il lettore Martirio e l'ostiario Alessandro. I tre furono uccisi in Val di Non il giorno 29 maggio 397 dai pagani e vennero tumulati in questo luogo per volontà di san Vigilio, terzo vescovo di Trento; alla sua morte, probabilmente nel 400, anche lo stesso Vigilio venne interrato al fianco dei tre martiri anauniensi.  
In principio l'edificio rivestì quindi il ruolo di basilica cimiteriale con natura funeraria e memoriale, ma già nel VI secolo l'interno fu oggetto di una nuova sistemazione e la struttura si adattò a nuovi ruoli. Il nuovo assetto riguardava la realizzazione di un pavimento musivo per la copertura del sistema tombale. Tra il IX e il X secolo la basilica diventò cattedrale.
Sempre nel IX secolo furono aggiunti ai lati due sacelli absidati, e nell'XI secolo fu divisa in tre navate. Venne inoltre scavata una cripta e la zona presbiteriale fu rialzata.
Un forte rilancio dell'edificio in prospettiva di chiesa-cattedrale si ebbe tra il 1004 e il 1125. Questo momento coincide con il rafforzamento politico dei vescovi di Trento grazie all'ascesa sul trono imperiale di Enrico II.
La basilica subì molte trasformazioni nei secoli e il 18 novembre 1145 fu consacrata dal patriarca di Aquileia Pellegrino e dal vescovo di Trento Altemanno, autore degli ultimi interventi sulla struttura. Nel 1212 il vescovo Federico Vanga prese la decisione di sostituire l'antica basilica con il nuovo duomo e l'incarico di progettazione dell'impresa venne affidato al costruttore Adamo d'Arogno. Solo dopo la metà del XIII secolo l'antica basilica fu sostituita dalla nuova cattedrale e nel corso dei secoli fu dimenticata. Fu riscoperta soltanto nel XX secolo, grazie agli scavi diretti da Iginio Rogger fra 1964 e 1977.

## Descrizione
Gli scavi effettuati hanno riscoperto l'edificio rendendo visitabile il suo assetto originario. La sala principale è un'ampia aula di grandi dimensioni (43 metri di lunghezza, 14 di larghezza) ed è l'aula vigiliana risalente alla fine del IV secolo. Come già accennato parlando della storia, l'intero edificio fu oggetto di una grande ristrutturazione monumentale e il pavimento dell'aula vigiliana fu sostituito da numerose tombe terragne, per questo motivo il piano pavimentale visibile è composto di una rete uniforme di loculi tombali (tombe in muratura interrate dette formae). Sono oltre duecento le tombe che, coperte e chiuse da lastre, stabiliscono il nuovo livello pavimentale sollevato di circa 50 cm dal precedente. Guardando l'aula maggiore sotterranea importante è sottolineare che la vera larghezza della basilica paleocristiana sarebbe quella visibile dietro ai blocchi murari eretti per sorreggere la chiesa sovrastante. Radicale fu infatti l'intervento sull'assetto dell'aula perché poderosi pilastri a base quadrata ne scandiscono ora lo spazio in tre navate a cinque campate.
Durante le grandi innovazioni che avvennero nei secoli all'interno dell'ambiente un contestuale cambiamento fu la creazione di un presbiterio di cui si conservano ancora alcuni resti. Alle ultime fasi di rielaborazione si connette anche la rifinitura interna della cripta che tuttora si può osservare nella parte bassa della sua porzione centrale.
Tra VIII e IX secolo sono annotati grandi lavori di ristrutturazione e una solenne ricollocazione delle reliquie dei Martiri secondo una riforma liturgica dell'edificio. Gli interventi che si susseguono riguardano l'architettura della facciata, un nuovo pavimento e probabilmente la suddivisione interna in navate. Il cospicuo intervento operato sull'arredo, ovvero sull'opera di costruzione di ampi apparati scultorei, è però l'elemento più rilevante sul piano dell'evidenza archeologica. 
All'antica basilica appartengono, oltre all'aula principale, due sacelli laterali, uno meridionale e uno settentrionale. Questi due sacelli funerari vengono eretti in età longobarda ed originano un transetto.
Diverse lastre tombali sono presenti all'interno dell'edificio e queste hanno conservato epigrafi memoriali riferite a laici ed ecclesiastici di Trento.
All'interno della basilica era presente una cripta tardoromanica che fu però demolita nell'anno 1739. Di quest'ultima, pertinente al Duomo attuale, si possono ancora osservare il piano pavimentale e vari elementi superstiti dei tre ingressi frontali e delle fiancate, comprese le finestre che illuminavano la porzione sottostante al coro.
Nell'ambiente sotterraneo è possibile osservare l'antica porta principale e parte della pavimentazione originaria che si trovava all'esterno della basilica. Accanto a ciò sono presenti alcune pietre tombali risalenti a periodi successivi, qui collocate, ma provenienti dal sovrastante Duomo, come ad esempio quella del principe vescovo Uldarico Frundsberg (morto nel 1493) e sono stati trovati sepolti in questo antico edificio anche alcuni vescovi trentini del XX secolo: Giovanni Maria Sartori (1998) e Alessandro Maria Gottardi (2001). Questo luogo è così diventato il più rappresentativo luogo sepolcrale dei vescovi di Trento.
La decorazione si sviluppa su tre lati e presenta un fregio ad acanto spinoso sull'incavo superiore, un fregio a croci patenti, motivi a candelabro e, alla base, un ulteriore fregio vegetale. Un sarcofago posizionato all'interno dell'aula custodisce inoltre le spoglie del vescovo Adelpreto qui deposte nel 1977. Il principe-vescovo Adelpreto fu un personaggio chiave del Medioevo trentino.
Nell'abside si collocava un altare, la cui mensa oggi è ricostruita con frammenti di una mensa paleocristiana. Ai fianchi dell'abside attualmente ci sono due lapidi tombali che appartenevano in origine ai sepolcri del vescovo Alberto di Ortenburg e al vescovo Georg Hack von Themeswald. Al centro dell'aula sottostante si trova l'arca di San Vigilio, un'arca marmorea con un'epigrafe in onore dei martiri anauniensi e di San Vigilio, un segnacolo funerario in marmo proconnesio, di probabile fattura veneziana, databile fra l'XI e il XII secolo, che in passato accolse le spoglie del patrono della città. 
La cripta ospita invece l'altare dedicato a santa Massenzia.
Gli ultimi interventi effettuati sulla struttura dell'edificio risalgono ai primi decenni del XII secolo e riguardano principalmente il presbiterio e il coro.